# Mascot Label Group
La Mascot Label Group è un'etichetta discografica indipendente olandese specializzata nell'heavy metal, nota soprattutto per la produzione di molti guitar hero.